# Montreal Lake 106
Montreal Lake 106 är ett reservat i Kanada.   Det ligger i provinsen Saskatchewan, i den centrala delen av landet, 2 300 km väster om huvudstaden Ottawa. Montreal Lake 106 ligger vid sjön Montreal Lake.
Trakten runt Montreal Lake 106 är nära nog obefolkad, med mindre än två invånare per kvadratkilometer.